# David Graf
Paul David Graf (ur. 16 kwietnia 1950 w Lancaster, w Ohio, zm. 7 kwietnia 2001 w Phoenix, w Arizonie) – amerykański aktor.

## Życiorys
Uczęszczał do Lancaster High School w Lancaster. W 1972 ukończył Otterbein College w Westerville. W latach 1972–75 studiował na Ohio State University. Znany z roli sierżanta Eugene’a Tackleberry’ego w filmach z cyklu Akademia Policyjna (Police Academy). 5 listopada 1983 ożenił się z Kathryn. Miał dwóch synów: Daniela i Seana. Był działaczem stowarzyszeń aktorskich, producenckich i telewizyjnych w Hollywood. Zmarł 7 kwietnia 2001 na atak serca.

## Filmografia
- 2001: 	Pościg (In Pursuit) jako Ojciec
- 2000: 	Pies przed sądem (Trial of Old Drum, The) jako Judge Henry
- 2000–2001: 	Nagi patrol (Son of the Beach) jako Jacques Douche (2001) (gościnnie)
- 2000: 	Cactus Kid, The
- 2000: 	Regulamin zabijania (Rules of Engagement) jako Komandor ARG
- 1999–2006: 	Prezydencki poker (West Wing, The) jako Pułkownik Chase (gościnnie)
- 1999–2004: 	Egzamin z życia (Parkers, The) jako dr Dume (gościnnie)
- 1998: 	Simple Life, The jako Woodrow Stillwell (gościnnie)
- 1998: 	Brink! jako Ralph Brinker
- 1998–2000: 	Sports Night jako Chase (gościnnie)
- 1998–2004: 	Jak pan może, panie doktorze? (Becker) jako Lloyd Martin (gościnnie)
- 1997–1998: 	Akademia Policyjna jako sierżant Eugene Tackleberry (gościnnie)
- 1997–1998: 	Aniołek z piekła rodem (Teen Angel) jako Lenny (gościnnie)
- 1996–2002: 	Arli$$ jako Pułkownik (gościnnie)
- 1996: 	Złe i gorsze (Citizen Ruth) jako Richter
- 1996–2000: 	Malcolm & Eddie (gościnnie)
- 1996: 	Szkielety (Skeletons) jako Sam
- 1995: 	Grunt to rodzinka (Brady Bunch Movie, The) jako Sam Franklin
- 1995–2001: 	Star Trek: Voyager jako Fred Noonan (gościnnie)
- 1995–2005: 	JAG – Wojskowe Biuro Śledcze (JAG) jako John Newman (gościnnie)
- 1995: 	Grunt to rodzinka (Brady Bunch Movie, The) jako Babcia
- 1995: 	Gei ba ba de xin jako (głos)
- 1994: 	Akademia policyjna 7: Misja w Moskwie (Police Academy: Mission to Moscow) jako sierżant Tackleberry
- 1994–2003: 	Dotyk anioła (Touched by an Angel) jako Dewey Burton (gościnnie)
- 1994–2000: 	Ich Pięcioro (Party of Five) jako Klient (1998) (gościnnie)
- 1994: 	Rycerz pierwszej damy (Guarding Tess) jako Lee Danielson
- 1994: 	Father and Scout jako Chet
- 1993: 	Szwy (Suture) jako porucznik Weismann
- 1993–1999: 	Star Trek: Stacja kosmiczna (Star Trek: Deep Space Nine) jako Leskit (gościnnie)
- 1993–1997: 	Nowe Przygody Supermana (Lois & Clark: New Adventures of Superman) jako Wally (gościnnie)
- 1993: 	Amerykański Kickboxer 2 (American Kickboxer 2) jako Howard
- 1993–2001: 	Diagnoza morderstwo (Diagnosis Murder) jako John (2000) (gościnnie)
- 1992–1996: 	Gdzie diabeł mówi dobranoc (Picket Fences) jako agent FBI (gościnnie)
- 1992–1997: 	Martin jako Oficer Hayes (gościnnie)
- 1991–1993: 	Brooklyn Bridge jako trener Bloom (gościnnie)
- 1991: 	Without a Pass jako White Officer
- 1991–1999: 	Pan Złota Rączka (Home Improvement) jako Chuck Norwood (gościnnie)
- 1991: 	Bezduszne Prawo (Whereabouts of Jenny, The) jako Scranton
- 1990–1998: 	Kroniki Seinfelda (Seinfeld) jako Gliniarz (gościnnie)
- 1989–1998: 	Family Matters jako sierżant Shishka (gościnnie)
- 1989: 	Akademia Policyjna 6: Operacja Chaos (Police Academy 6: City Under Siege) jako sierżant Eugene Tackleberry
- 1988: 	Town Bully, The jako Raymond West
- 1988–1990: 	Paradise (gościnnie)
- 1988: 	Akademia Policyjna 5: Misja w Miami Beach (Police Academy 5: Assignment: Miami Beach) jako sierżant Eugene Tackleberry
- 1988: 	Gorejąca miłość (Love at Stake) jako Nathaniel
- 1988: 	Police Story: The Watch Commander jako Jim Schaeffer
- 1987: 	Akademia Policyjna 4: Patrol obywatelski (Police Academy 4: Citizens on Patrol) jako Tackleberry
- 1986: 	Akademia Policyjna 3: Powrót do szkoły (Police Academy 3: Back in Training) jako sierżant Eugene Tackleberry
- 1985: 	Akademia Policyjna 2: Pierwsze zadanie (Police Academy 2: Their First Assignment) jako Tackleberry
- 1984: 	Różnice nie do pogodzenia (Irreconcilable Differences) jako Bink
- 1984–1990: 	Charles in Charge jako Steve Colfax (gościnnie)
- 1984–1986: 	Airwolf jako Billie (gościnnie)
- 1984–1992: 	Night Court jako Hondo Jenkins (gościnnie)
- 1984: 	Akademia Policyjna (Police Academy) jako Eugene Tackleberry
- 1984–1986: 	Riptide jako Marty Valentine (gościnnie)
- 1983–1986: 	Hardcastle i McCormick (Hardcastle and McCormick) (gościnnie)
- 1983–1987: 	Drużyna "A" (A-Team, The) jako Copper (gościnnie)
- 1982–1983: 	Voyagers! jako Mike (gościnnie)
- 1982–1985: 	Matt Houston jako Ernest (gościnnie)
- 1981: 	Czworo przyjaciół (Four Friends) jako Gergley
- 1979–1985: 	Dukes of Hazzard, The jako Maury (gościnnie)
- 1972–1983: 	M*A*S*H jako porucznik Spears (gościnne)